# Зусьман, Олег Менделевич
Олег Менделевич Зусьман (17 мая 1948, Ленинград — 17 апреля 2004, Санкт-Петербург) – библиограф и библиографовед технической литературы, доктор педагогических наук, профессор Санкт-Петербургского государственного института культуры. Яркий представитель второго поколения Петербургской научной школы «отраслевой библиографии – информационного управления» (школа Л. В. Зильберминц – В. А. Минкиной), один из создателей теории и методики информационных исследований (наряду с Г. Ф. Гордукаловой, Т. В. Захарчук), а именно – разработки критериев оценки первичных документов. В сфере его научных интересов – особенности информационных потребностей специалистов и исследовательских коллективов, оценка их научно-технического потенциала, ценностные свойства документов, методы исследования состава и структуры документального потока.
В институте ежегодно проводится научная конференция студентов и аспирантов библиотечно-информационного факультета, посвященная памяти О. М. Зусьмана.

## Биография
Родился 17 мая 1948 г. в Ленинграде в семье рабочих. 

После школы окончил Ленинградский сварочно-машиностроительный техникум, в ходе обучения получил авторское свидетельство на изобретение. После техникума служил в вооруженных силах СССР.
С 1969 по 1974 гг. учился на заочном отделении Ленинградского государственного института культуры (ЛГИК), где преподавала его будущий научный наставник В.А. Минкина
С 1974 г. начинает работать в ЛГИК сначала как научный сотрудник, а затем как руководитель библиографической группы научно-исследовательского сектора (НИС) – лаборатории, выполнявшей разработки по запросам библиотек и информационных центров. Тематика научных исследований НИС в основном касалась закономерностей развития документального потока по естествознанию и технике и рациональности использования информационных ресурсов.
В 1985 г. защитил кандидатскую диссертацию «Пути определения ценности первичных документов при библиографическом обслуживании специалистов народного хозяйства».
С 1985 г. начал педагогическую деятельность. Читал курсы: «Введение в технознание», «Документоведение», «Теория документальных потоков» и «Информационные исследования».
В 1993 г. под его редакцией вышли монография «Библиотечная система крупного города» и «Справочник-путеводитель по библиотекам Петербурга». В путеводителе представлены данные не только о публичных, но и специальных библиотеках (библиотек вузов, военных академий и училищ, НИИ, ПКБ и предприятий, музеев, научных и национально-культурных обществ, религиозных центров). Справочник-путеводитель был удостоен Премии всероссийского конкурса.
Был инициатором и руководителем постоянно действующего семинара «Молодая наука», с 1997 года проводившегося при кафедре научно-технической информации.
Являлся членом ученого совета Международной школы социологии науки и техники и совета по науковедению при Президиуме АН.
С 2000 г. возглавляет кафедру научно-технической информации Библиотечного факультета Санкт-Петербургского государственного института культуры.
В 2001 г. защитил докторскую диссертацию «Библиографические исследования науки».
Умер 17 апреля 2004 г., похоронен на кладбище крематория Санкт-Петербурга.

## Научные работы
Являлся одним из соавторов, регулярно переиздаваемых справочных изданий СПРАВОЧНИК БИБЛИОГРАФА и СПРАВОЧНИК БИБЛИОТЕКАРЯ. 

Автор более 40 научных статей и докладов конференций.